# بورجا سانچز (زاده ۱۹۷۸)
بورجا سانچز (انگلیسی: Borja Sánchez؛ زادهٔ ۱۲ آوریل ۱۹۷۸) بازیکن فوتبال اهل اسپانیا است.
از باشگاه‌هایی که در آن بازی کرده‌است می‌توان به باشگاه فوتبال اوئسکا، باشگاه فوتبال اسپورتینگ خیخون، باشگاه فوتبال ایبار، و باشگاه فوتبال رئال اویدو اشاره کرد.